# جنبش آزادی (اسلوونی)

لوگو به عنوان اقدامات سبز

جنبش آزادی (اسلوونیایی: Gibanje Svoboda , GS) که قبلاً به عنوان حزب اقدامات سبز (اسلوونیایی: Stranka zelenih dejanj , Z.DEJ)، یک حزب سیاسی سبز-لیبرال در اسلوونی است. کنگره مؤسس آن در روز شنبه ۸ مه ۲۰۲۱ برگزار شد. توسط یور لبن تأسیس شد و تأسیس آن در ژانویه همان سال در برنامه استودیو سیتی اعلام شد. این حزب به دنبال ایجاد تعادل بین پیشرفت صنعتی و حفظ محیط زیست از طریق اقدامات زیست‌محیطی است.
یور لبن به عنوان رئیس اول انتخاب شد و گرگور اربژنیک نایب رئیس حزب اقدامات سبز شد. رهبری ۱۱۹ نماینده را انتخاب کردند. در ژانویه ۲۰۲۲، حزب توسط رابرت گولوب تصاحب شد که نام آن را نیز به جنبش آزادی تغییر داد.